# Bruges (Gironde)
Bruges  egy francia település Gironde megyében az Aquitania régióban. Lakosainak száma 20 382 fő (2022. január 1.).

## Adminisztráció
Polgármesterek:
- 2001–2014 Bernard Seurot
- 2014–2020 Brigitte Terraza

## Demográfia
| Lakosok száma | 6612 | 7686 | 8753 | 12 955 | 16 954 | 18 176 | 17 924 | 19 403 | 19 863 | 20 382 |
|               | 1968 | 1982 | 1990 | 2006   | 2013   | 2015   | 2017   | 2019   | 2020   | 2022   |

## Látnivalók
- Marais de Bruges természetvédelmi terület
- Treulon vár

## Testvérvárosok
- Umkirch (Németország) 1989-óta
- Polanco (Spanyolország) 2005-óta